# Lagrasse
Lagrasse är en kommun i departementet Aude i regionen Occitanien  i södra Frankrike. Kommunen ligger  i kantonen Lagrasse som ligger i arrondissementet Carcassonne. År 2022 hade Lagrasse 548 invånare.

## Befolkningsutveckling
Antalet invånare i kommunen Lagrasse
Referens: INSEE